# Laurie Mayer
Laurie Mayer (ur. w 1961) – kompozytorka i wokalistka, która przez długi czas współpracowała z Williamem Orbitem. Współtworzyła z nim formację Torch Song. W 1987 wydała singiel „Dust in the Wind” zawierający cover utworu Kansas. Jej pierwszym solowym albumem był „Black Lining” wydany w 2006. Był tworzony z Rico Conningiem. Są też na nim 3 utwory miksowane przez Williama Orbita.

## Dyskografia
- 1987 „Dust in the Wind” EP
- 2006 „Black Lining” Album
- 2007 „Jagged Rain” EP